# Bojga běloskvrnná
Bojga běloskvrnná (Boiga drapiezii) je had z rodu bojg (Boiga) z čeledi užovkovitých. Vykytuje se v jihovýchodní Asii. Jedná se štíhlý druh, který je v oblasti svého výskytu hojný. Žije převážně na stromech, kde i lovi a rozmnožuje se.

## Etymologie
Druhové jméno drapiezii bylo tomuto hadu dáno na počest belgického přírodovědce Pierra Augusta Josepha Drapieze (1778–1856). Anglické jméno zní white-spotted cat snake („běloskvrnný kočičí had“).

## Výskyt
Boiga drapiezii se vyskytuje v Indonésii, v Bruneji, v Malajsii, Thajsku, Vietnamu, Myanmaru, Singapuru a na Filipínách.

## Popis
Jedná se o velmi tenkého hada, jednoho z nejštíhlejších mezi všemi bojgami, který dosahuje délky až 2,1 metru. Tělo je ze stran zploštělé. Hlava je oproti krku velmi rozměrná, oči jsou velké s vertikální zorničkou. Existují dvě vzhledové variace. Zeleně zbarvení hadi jsou zpravidla o něco robustnější a mají větší hlavu oproti hnědým s oranžovo-hnědými pruhy. Ačkoliv jsou rozdíly relativně velké, nebyly zatím oficiálně rozděleny na dva poddruhy.

## Habitat
Boiga drapiezii obývá tropické deštné pralesy až do nadmořské výšky 1100 metrů. Jedná se o převážně stromový druh. Často žije poblíž vody.

## Ekologie a chování
Je to noční druh. Je slabě jedovatý, nicméně není o něm známo, že by byl agresivní vůči člověku. Živí se převážně gekony, žábami, ptáčaty, malými hady, hmyzem a ptačími vejci. Samice klade vejce do stromových hnízd termitů.

## Ohrožení
Podle Červeného seznamu IUNC se jedná o málo dotčený taxon.

## Galerie

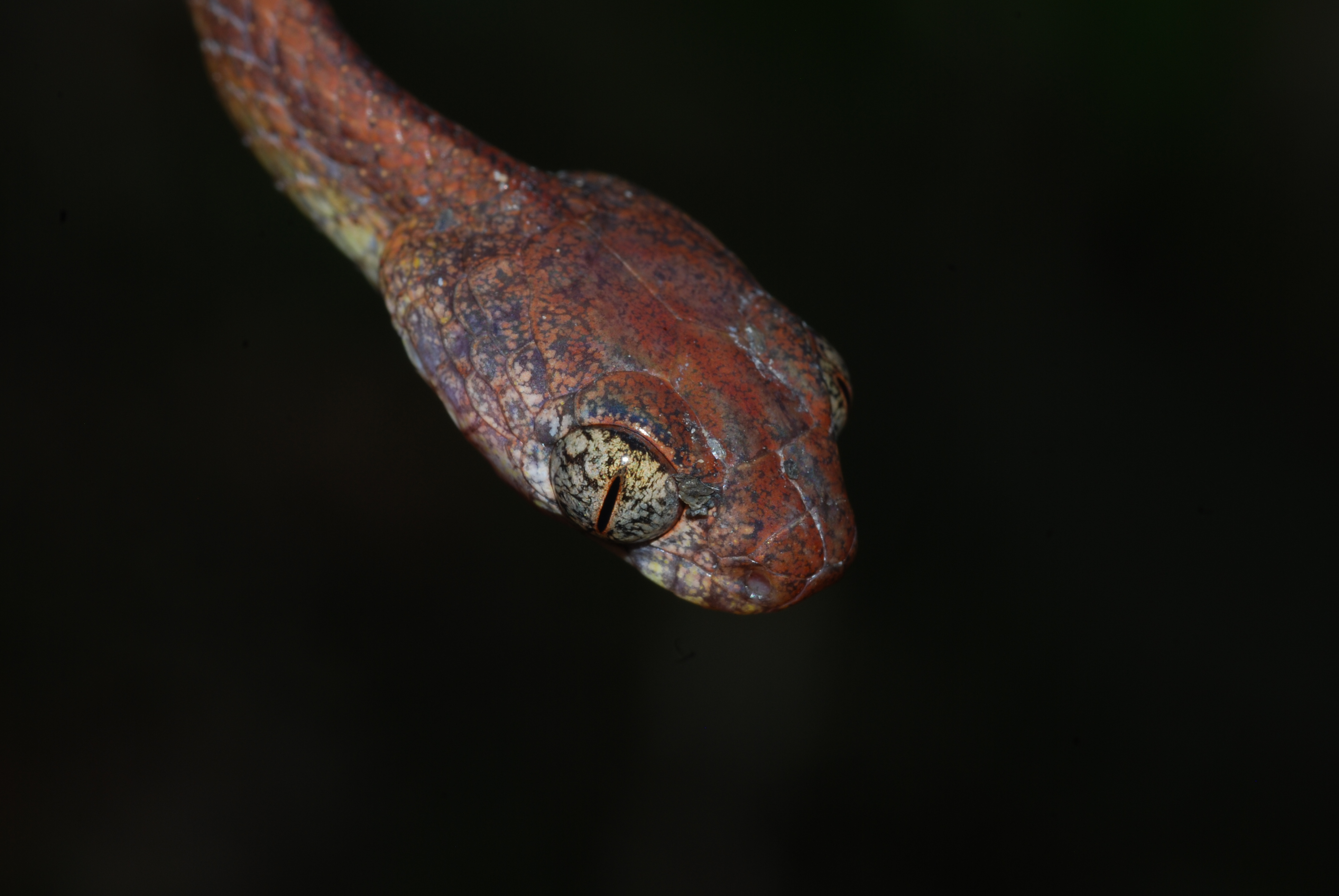
Detail hlavy bojgy běloskvrnné
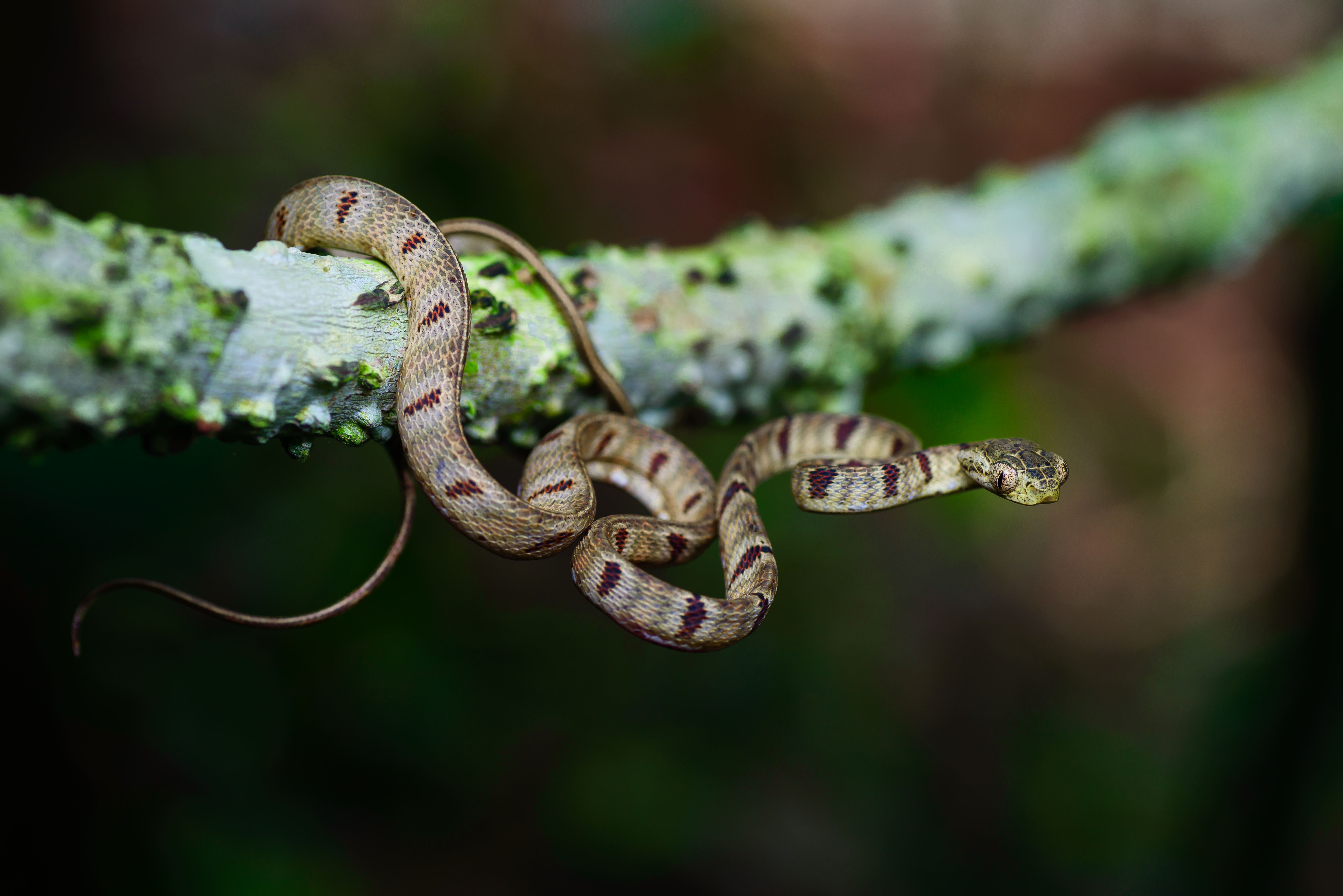
Zelená bojga běloskvrnná
Bojga běloskvrnná ve starém zoologickém atlasu